# Epiphyas ashworthana
Espèce
Epiphyas ashworthana  est un insecte de l'ordre des lépidoptères de la famille des Tortricidae.
On le trouve en Australie